# Метохія

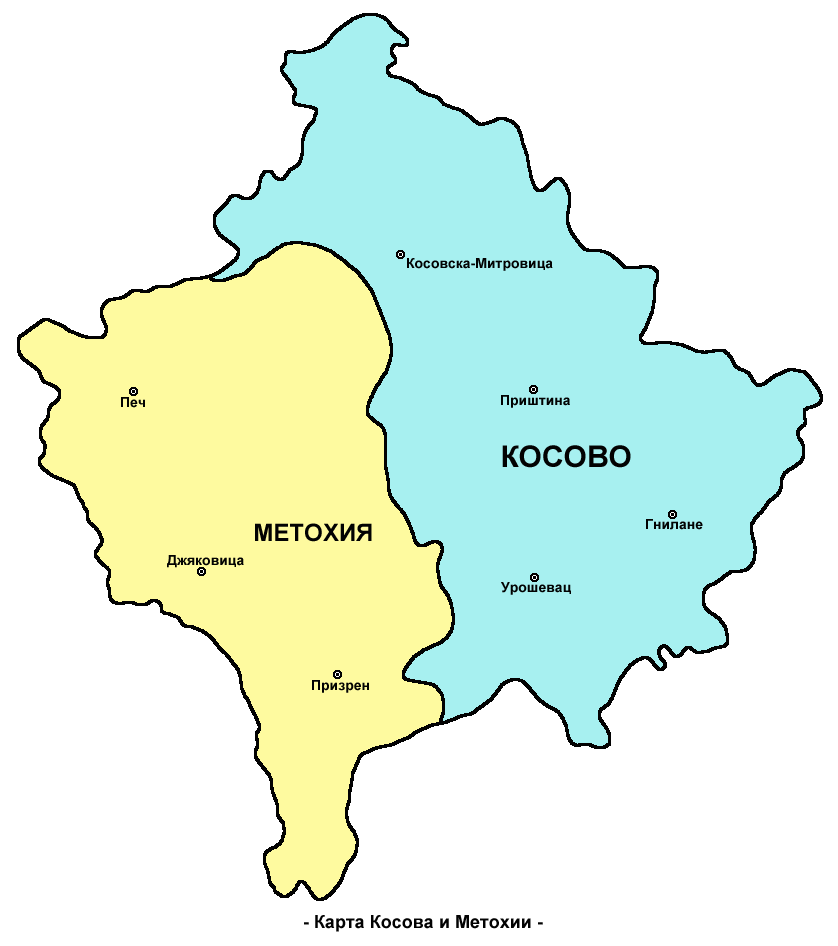
Мапа Косова і Метохії

Метохія (серб. Метохија / Metohija, алб. Rrafshi i Dukagjinit) — історична та географічна область на Балканах на заході Косова. Контролюється частково визнаною Республікою Косово. Відповідно до юрисдикції Сербії знаходиться на її території і входить до складу Автономного краю Косово і Метохія (назва якого часто вживається в скороченому вигляді — Космет).

## Назва
У приблизному перекладі з сербської мови «Метохія» означає «монастирська земля» і походить від грец. μετοχή- церковний наділ. В албанській мові ця сама територія відома під назвою алб. Rrafshi i Dukagjinit, тобто «рівнина Дукаджіна» або "рівнина князя Лека Дукаджині — середньовічного персонажа, який згідно з легендами вперше об'єднав у 1468 р. Метохію і прилеглі албанські області на захід від нинішньої кордону краю і тринадцять років аж до своєї смерті обороняв ці землі від османів.
Албанська традиція відкидає назву Метохія, асоціюючи її з перебуванням з XIV століття до 1767 тут, у місті Печ, престолу Сербської православної церкви, яка в середньовічний період відіграла велику роль у піднесенні сербської національної самосвідомості. Більшість європейських мов звичайно не вдаються в тонкощі і називають територію Автономного краю Косово і Метохія скорочено — «Косово». Сербська ж традиція наполягає на подвійному позначенні краю, що, на думку сербів, підкреслює їхнє історичне право на цю землю.

## Історія

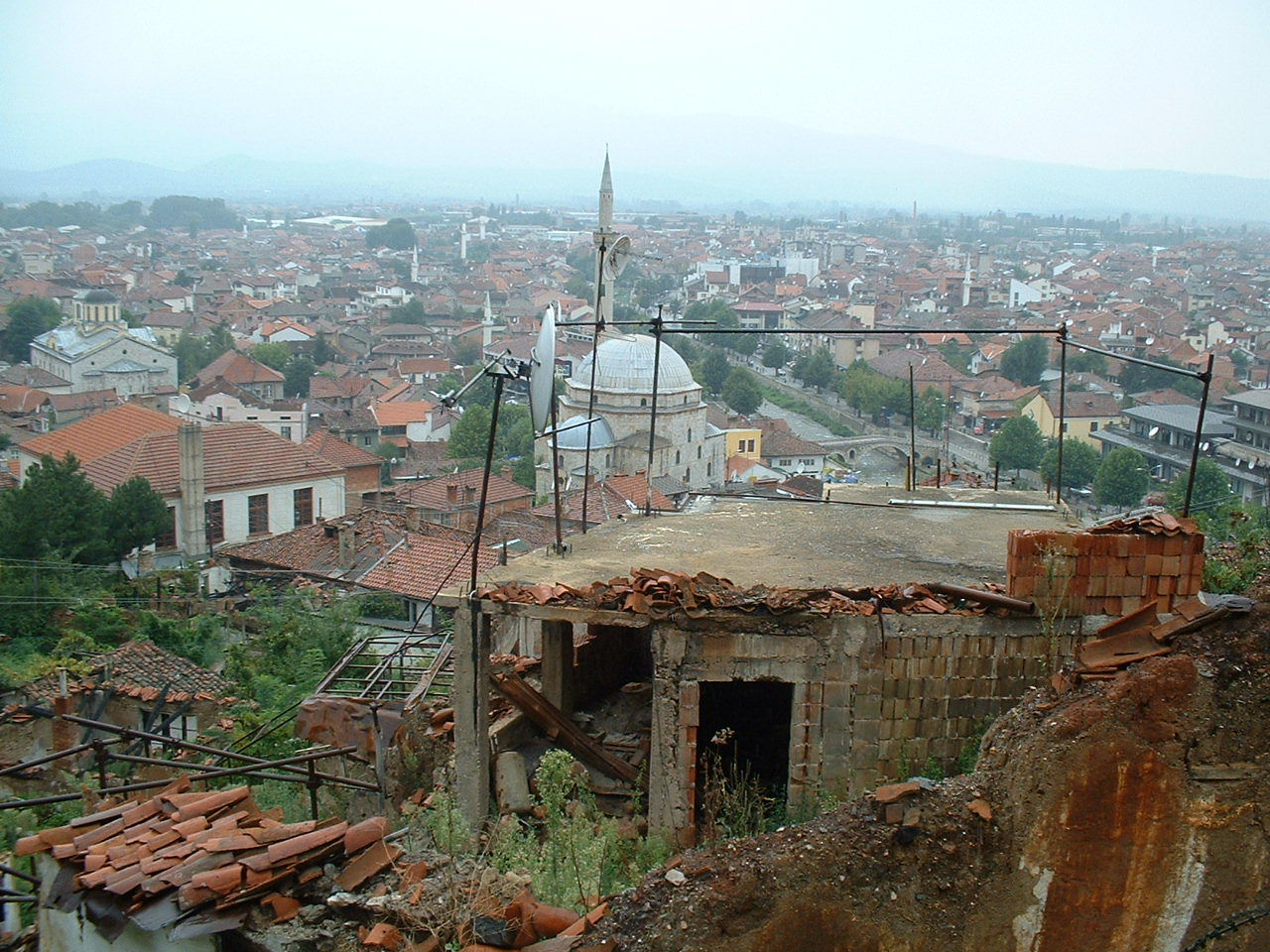
Сербський квартал міста Призрен

Зі середньовічних часів Метохія перебувала під владою Османської імперії. У 1912 р. в результаті Першої Балканської війни цей край було приєднано до Чорногорії. Через три роки, в 1915, під час Першої світової війни чорногорські війська зазнали поразки від Австро-Угорщини, проте вже в 1918 р. австрійці були, у свою чергу, витіснені армією Сербії. Надалі Чорногорія (разом з Метохією) стала частиною Королівства сербів, хорватів і словенців (з 1929 — Югославії). У 1941 р. Метохію було захоплено фашистською Італією і об'єднано з контрольованою нею Албанією. Після падіння у 1943 р. фашистського режиму в Римі Метохію було окуповано військами Третього рейху. Численні повстанські групи сербських націоналістів-четників і прокомуністичних югославських партизанів до 1944 звільнили територію Метохії від загарбників.
29 вересня 1943 р. вийшов перший офіційний документ, що містить назву «Метохія» — це протокол Другого засідання Антифашистського віча народного визволення Югославії (АВНОЮ); там говорилося про створення автономного краю «Космет» (скор. Косово-Метохія). У 1945 р. цей край було прийнято до складу Демократичної Федеративної Югославії (надалі ФНРЮ та СФРЮ) на правах автономної області Косово і Метохія (сербохорв. Аутономна Покрајина Косово и Метохија), перетвореної в 1963 р. на однойменний автономний край (серб. Аутономна покрајина Косово и Метохија). З часу утворення Космет слово «Метохія» стало складовою частиною його офіційної назви, але у листопаді 1968 одним з результатів албанських націоналістичних виступів і періоду політичної нестабільності стала зміна назви краю, замість «Косово і Метохія» він почав іменуватися просто «Косово». У 1990 р. слово «Метохія» було офіційно повернуто — Автономний край Косово і Метохія (1990-1999).
З червня 1999 р. край Косово і Метохія знаходиться під протекторатом 16-тисячного контингенту військ НАТО і адміністрації ООН (Тимчасова адміністрація ООН в Косово)(KFOR). Територію Метохії поділено на окупаційні зони MNTF-S (південь, Туреччина) під командуванням бригадного генерала Угура Тарчин (тур. Uğur Tarçin) і MNTF-W (захід, Італія) під командуванням бригадного генерала Антоніо Венчі (італ. Antonio Venci). У Резолюції РБ ООН 1244, інших міжнародних документах, так само як і в документах нинішньої влади краю вживається виключно назва «Косово», хоча й досі відсутній хоч який би то юридичний акт про вилучення другої половини назви краю.

## Географія і населення
Територія Космет (Косова в широкому сенсі) це майже рівносторонній паралелограм, розділений на дві рівнини — із заходу Метохія, уздовж річки Белі Дрім, зі сходу власне Косово (див. Косово Поле), уздовж річки Ситниця, що тече з північного заходу на південний схід по горбистій височині. У найбільш широкому місці Метохія займає 23 кілометри, а її довжина близько 60 кілометрів. Площа території краю 3340 км ². Середня висота території Метохії над рівнем моря близько 550 метрів. Її оточують гори — Копаонік на півночі і північному заході, Проклетіє на заході, Пастрик на південному заході, Шар-Планина на півдні і південному сході і Дрениця на сході й північному сході.
В адміністративному відношенні в Метохії знаходяться три з семи районів Космету — Призренський, Джяковицький і Печський. Основні міста Метохії — Призрен (165 тис. чол.), Джяковиця (94 тис. чол.), Печ (93 тис. чол.), Ораховац (26 тис. чол.) й Істок. Населення Метохії у 2002 р. становило 790 272 особи або приблизно 40% населення всього Космету. Етнічно його на 90-94% складають албанці, є невеликі громади сербів, турків і циган, а також ряду албанізованих нацменшин — в основному, в містах.

## Ресурси Інтернету
- Подробное описание Косово и Метохии современного путешественника(рос.)
- А. Ю. Тимофеев. История Косова: 1879—1903(рос.)
- А. Шестаков. Геноцид сербского населения Косова и Метохии: 1941—1945(рос.)
- А. Скворцов. Алексей Скворцов. Косово и Метохия: можно ли защищать права человека посредством насилия?(рос.)
- С. Шерман. Косово: история войны(рос.)
- Официальный сайт епархии Рашко-Призренской и Косово-Метохийской Сербской Православной Церкви(серб.)
- Косово на портале о Сербии (рос.)
- Новости Косова и Метохии(серб.)
- Портал Туристического департамента Министерства торговли и промышленности Косова(алб.)
- Официальный сайт Парламента Косова(алб.)(серб.)(англ.)